# Kent Graham
(en) Statistiques sur pro-football-reference
Kent Douglas Graham (né le 1er novembre 1968 à Winfield dans l'État de l'Illinois) est un joueur professionnel américain de football américain, ayant évolué au poste de quarterback dans la National Football League (NFL) entre 1992 et 2002.
Au niveau universitaire, il a joué dans la NCAA Division I FBS pour le Fighting Irish de Notre Dame (1988-1989) et pour les Buckeyes d'Ohio State (1990-1991). 
Il est ensuite sélectionné lors du 8e tour de la draft 1992 de la NFL par la franchise des Giants de New York. Il y reste jusqu'en 1994 avant d'y revenir pendant deux saisons (1998-1999). Il joue également pour les Lions de Détroit (1995), les Cardinals de l'Arizona (1996–1997), les Steelers de Pittsburgh (2000), les Redskins de Washington (2001), les Texans de Houston (2002) et les Jaguars de Jacksonville (2002) avant de prendre se retraite.

## Biographie

### Jeunesse
Graham étudie au lycée Wheaton North High School de Wheaton dans l'Illinois, où il joue au football américain et où il se voit décerner le titre honorifique 1986 du meilleur quarterback national lycéen par le National Quarterback Club.

### Carrière universitaire
Recruté par Notre Dame, il y joue son premier match en tant que titulaire contre les Eagles de Boston College en 1987. Cependant, la tactique offensive mise en place par l'entraîneur principal Lou Holtz (en) ne lui convient pas et après son année sophomore, il est transféré à Ohio State. Il y devient titulaire pour la saison 1991 qu'il termine avec un bilan positif de 8 victoires pour 4 défaites.

### Carrière professionnelle
Graham est sélectionné en 211e choix global lors du 8e tour de la draft 1992 de la NFL par la franchise de Giants de New York. 
À la suite des blessures encourues par les titulaires Phil Simms et Jeff Hostetler, Graham fait ses débuts en 1992 au poste de quarterback lors de trois matchs avant d'également se blesser. Il reste chez les Giants pendant deux autres saisons mais n'y joue qu'un seul match en tant que titulaire. Il rejoint en 1995 les Lions de Détroit mais n'y joue aucun jeu au cours de la saison. Il signe avec les Cardinals de l'Arizona en 1996 où il devient finalement titulaire. Lors de ses deux périodes en tant que titulaire pour les Cardinals, Graham gagne un total de 3 032 yards et inscrit 16 touchdowns à la passe malgré 12 interceptions.
Graham retourne chez les Giants en 1998 en tant que remplaçant de Danny Kanell (en) lequel avait remporté le titre de la division NFC East la saison précédente. Il devient titulaire pour le match de la 12e semaine, Kanell ayant affiché un bilan négatif de 3 victoires pour 7 défaites. Graham remporte deux matchs lors des trois rencontres suivantes avant de battre en 15e semaine les Broncos de Denver (invaincus jusque-là et futurs vainqueur du Super Bowl XXXIII) grâce à une passe réussie transformée en touchdown vers Amani Toomer. Graham termine sa saison avec un bilan personnel de 5-1 avec quatre victoires lors des derniers matchs.
Graham est désigné titulaire pour la saison 1999 devant Kerry Collins acquis pendant l'intersaison. Il affiche un bilan provisoire de 5 victoires pour 4 défaites. Après deux prestations décevantes, il est remplacé par Collins lors du match de la 11e semaine contre les Redskins de Washington. Il ne jouera plus aucun jeu pour les Giants par la suite et il est libéré le 10 février 2000 d'une part à cause de son inconstance et d'autre part pour augmenter le montant salarial disponible de la franchise.
En février 2000, Graham signe avec les Steelers de Pittsburgh un contrat de trois ans d'un montant de 5,1 millions de $ en remplacement de Mike Tomczak (en) libéré pendant l'intersaison. Il y devient deuxième quarterback derrière le titulaire Kordell Stewart. Cependant, l'entraîneur principal Bill Cowher, désigne Graham au poste de titulaire après avoir pris en considération la mauvaise saison 1999 et les médiocres performances de Stewart pendant les matchs d'avant saison. Malgré de solides efforts, Graham ne se montre pas performant et il va perdre les trois premiers matchs notamment en raison des faiblesses défensives de Pittsburgh[réf. nécessaire]. Lors du troisième match contre les Titans du Tennessee, il gagne 254 yards à la passe (meilleure performance pour les Steelers lors des deux dernières saisons) avant de se blesser en fin de match à la hanche. Il est alors remplacé par Stewart qui remporte les deux matchs suivants. Ce dernier reste titulaire et Graham est libéré en fin de saison.
En 2001, Graham signe chez les Redskins de Washington. Après que le quarterback titulaire Jeff George ait été coupé, Graham est considéré comme deuxième quarterback de l'équipe pendant une grande partie de la saison. En 2002, il est sélectionné lors de la draft d'expansion par les Texans de Houston pour être leur troisième quarterback. Il signe en cours de saison avec les Jaguars de Jacksonville mais ne dispute aucun jeu du reste de la saison. 
Il ne trouve plus de contrat et ne joue plus au niveau professionnel après la fin de saison 2002.

## Statistiques
| Année       | Équipe                       | Statut      | MJ |         | Passes   | Passes | Passes | Passes | Passes | Passes | Passes  |       | Courses | Courses | Courses | Courses |
| Année       | Équipe                       | Statut      | MJ | Tentées | Réussies | Pct.   | Yards  | TD     | Int.   | Éval.  | Tentées | Yards | Moy.    | TD      |         |         |
| 1998        | Fighting Irish de Notre Dame | Fr.         | 11 | 024     | 16       | 66,7   | 0248   | 1      | 4      | 133,9  | 09      | -11   | -1,2    | 0       |         |         |
| 1999        | Fighting Irish de Notre Dame | So.         | 11 | 025     | 16       | 64,0   | 0144   | 0      | 2      | 096,4  | 09      | 18    | 2,3     | 0       |         |         |
| 2000        | Buckeyes d'Ohio State        | Jr.         | 12 | 026     | 15       | 57,7   | 0195   | 3      | 2      | 143,4  | 07      | -10   | -1,4    | 0       |         |         |
| 2001        | Buckeyes d'Ohio State        | Sr.         | 12 | 153     | 79       | 51,6   | 1 018  | 4      | 6      | 108,3  | 70      | -27   | -0,4    | 1       |         |         |
| Totaux NCAA | Totaux NCAA                  | Totaux NCAA | 46 | 228     | 126      | 55,3   | 1 605  | 8      | 14     | 113,7  | 94      | -30   | -0,3    | 1       |         |         |

| Année      | Équipe                 | MJ |         | Passes   | Passes | Passes | Passes | Passes | Passes | Passes  |       | Courses | Courses | Courses | Courses |     | Sacks  | Sacks |  | Fumbles | Fumbles |
| Année      | Équipe                 | MJ | Tentées | Réussies | Pct.   | Yards  | TD     | Int.   | Éval.  | Tentées | Yards | Moy.    | TD      | Nb.     | Yards   | Nb. | Perdus |       |  |         |         |
| 1992       | Giants de New York     | 06 | 097     | 042      | 43,3   | 0 470  | 01     | 4      | 044,6  | 06      | 036   | 06,0    | 0       | 07      | 049     | 1   | 1      |       |  |         |         |
| 1993       | Giants de New York     | 09 | 022     | 08       | 36,4   | 0 79   | 0      | 0      | 047,3  | 02      | -03   | -1,5    | 0       | 03      | 029     | 0   | 0      |       |  |         |         |
| 1994       | Giants de New York     | 13 | 053     | 024      | 45,3   | 0 295  | 03     | 2      | 066,2  | 02      | 011   | 05,5    | 0       | 02      | 022     | 2   | 1      |       |  |         |         |
| 1996       | Cardinals de l'Arizona | 10 | 274     | 146      | 53,3   | 1 624  | 12     | 7      | 075,1  | 21      | 087   | 4,1     | 0       | 19      | 120     | 5   | 0      |       |  |         |         |
| 1997       | Cardinals de l'Arizona | 08 | 250     | 130      | 52,0   | 1 408  | 04     | 5      | 065,9  | 13      | 023   | 1,8     | 2       | 16      | 115     | 5   | 0      |       |  |         |         |
| 1998       | Giants de New York     | 11 | 205     | 105      | 51,2   | 1 219  | 07     | 5      | 070,8  | 27      | 138   | 5,1     | 2       | 12      | 075     | 2   | 0      |       |  |         |         |
| 1999       | Giants de New York     | 09 | 271     | 160      | 59,0   | 1 697  | 09     | 9      | 074,6  | 35      | 132   | 3,8     | 1       | 26      | 184     | 4   | 2      |       |  |         |         |
| 2000       | Steelers de Pittsburgh | 12 | 148     | 066      | 44,6   | 0 878  | 01     | 1      | 043,4  | 08      | 07    | 00,9    | 0       | 13      | 070     | 1   | 0      |       |  |         |         |
| 2001       | Redskins de Washington | 03 | 019     | 013      | 68,4   | 0 131  | 02     | 0      | 122,9  | 07      | -07   | -1,0    | 0       | 02      | 016     | 2   | 1      |       |  |         |         |
| Totaux NFL | Totaux NFL             | 81 | 1 339   | 694      | 51,8   | 7 801  | 39     | 33     | 69,0   | 121     | 424   | 3,5     | 5       | 100     | 679     | 22  | 5      |       |  |         |         |

## Vie privée
Son fils, Taylor Graham, a participé au mini camp des débutants des Giants en 2015.